# La Ville-ès-Nonais
 La Ville-ès-Nonais  es una población y comuna francesa, situada en la región de Bretaña, departamento de Ille y Vilaine, en el distrito de Saint-Malo y cantón de Châteauneuf-d'Ille-et-Vilaine.

## Demografía
| 576 | 537 | 504 | 581 | 634 | 681 |
| Para los censos de 1962 a 1999 la población legal corresponde a la población sin duplicidades (Fuente: INSEE [Consultar]) |     |     |     |     |     |